# Dionisodoro
Dionisodoro (in greco antico: Διονυσόδωρος?, Dionysódōros; Chio, V secolo a.C. – V secolo a.C.) è stato un filosofo e retore greco antico, sofista e contemporaneo di Socrate.
Visse a lungo ad Atene, dove si stabilì dopo essere stato esiliato da Turi, e insegnò prima arte militare, poi retorica. È ricordato insieme al fratello minore Eutidemo nel dialogo platonico intitolato a quest'ultimo, in qualità di rappresentante dell'eristica, l'arte sofistica che mira alla confutazione dell'avversario, riducendolo al silenzio per mezzo di sofismi e argomentazioni capziose.
Alcuni critici, come lo Schleiermacher, misero in dubbio l'esistenza storica di Dionisodoro, ma non vi sono argomenti a sufficienza per dubitare delle notizie di Platone che, fra l'altro, concordano con quelle di Senofonte.